# بائوشیچی
بائوشیچی (به لاتین: Baošići) یک منطقهٔ مسکونی در مونته‌نگرو است که در شهرداری هرتسگ نووی واقع شده‌است. بائوشیچی ۱٬۳۴۶ نفر جمعیت دارد.